# Ragazzo (romanzo)
Ragazzo è un romanzo autobiografico per frammenti dello scrittore, poeta e traduttore Piero Jahier.
Il libro è composto da sette capitoli che risalgono agli anni 1911-1914, dapprima pubblicati su rivista e in seguito raccolti dall'autore in un volume che venne pubblicato nel 1919 nei "Quaderni della Voce".
Nel 1939 venne ristampata una nuova edizione dall'editore Vallecchi con il titolo Ragazzo e prime poesie e nel 1953, sempre per Vallecchi, uscì l'edizione definitiva del romanzo che comprendeva anche i passi censurati con il titolo Ragazzo - Con me e con gli alpini.

## Trama
La storia narrata è quella della fanciullezza dell'autore ripercorsa senza preoccupazione di realismo o di completezza storica, ma attraverso il ricordo che aggrega, in scene di forte lirismo, momenti di grande significato simbolico.
Il primo capitolo, che racchiude il trauma centrale della vita del giovane, è intitolato "La morte del padre" e venne pubblicato nel dicembre del 1914 su La Voce. In esso l'autore racconta del padre, pastore della comunità valdese che, oppresso dal senso di colpa per un adulterio commesso, si uccide improvvisamente.
Il secondo capitolo, intitolato "La famiglia povera", venne pubblicato su "La Riviera Ligure" nel febbraio del 1912 e narra della vita di stenti e di lotta quotidiana intrapresa dopo la morte del padre e il trasferimento a Firenze che fa apparire al giovane tredicenne un mondo fatto di negazioni e sacrifici. Vengono descritti i primi turbamenti amorosi di quel periodo irrequieto e le prime scoperte sul sesso vissute con un forte senso di peccato.
Nel capitolo "Avventura settimanale" e in quello "Il guadagno", avviene la scoperta del mondo esterno con le sue ribellioni verso i ricchi che abitano le vecchie ville fiorentine, ma anche contro i macellai che approfittano dei pochi soldi di un ragazzo inesperto.
L'ultima parte del Ragazzo è intitolata "Il paese" ed è composta di due sezioni: la prima, "Il paese delle vacanze" che venne pubblicata su "La Riviera Ligure" nel settembre del 1912 e "Visita al paese".

Il borgo dove il ragazzo trascorre le vacanze si trova in Val Chisone ed è per il ragazzo un luogo fantastico dove si vive liberi nei campi trascorrendo magiche avventure. In questo borgo si parla il francese e si sentono vivere le antiche tradizioni familiari incarnate dallo zio Barthelemy che rivela al bambino la dura realtà del lavoro. "La visita al paese" chiude il romanzo con un interrogativo 
 e mette fine a un periodo per aprirsi all'esistenza adulta che è poi la storia narrata in Ragazzo.

Lo scrittore ritorna ormai adulto al paese e trova la casa venduta, i parenti vecchi e malati, lo zio che fatica a riconoscerlo e così l'incanto di quei luoghi non esiste più, come non esiste più l'incanto della giovinezza 

## Edizioni
- Piero Jahier, Ragazzo, Arnaldo Colasanti, 2002,  p. 128, ISBN 88-8212-325-1.
- Piero Jahier, Ragazzo, edizione critica a cura di Fabio Pastorelli, con bibliografia degli scritti di P. J., Perugia, Morlacchi, 2016.